# Ladies to Board
Ladies to Board er en amerikansk stumfilm fra 1924 af John G. Blystone.

## Medvirkende
- Tom Mix som Tom Faxton
- Gertrude Olmstead som Edith Oliver
- Philo McCullough som Evan Carmichael
- Gilbert Holmes som Bunk McGinnis
- Gertrude Claire som Mrs. Carmichael
- Dolores Rousse
- Tony the Horse
- Walter Wilkinson